# Vereador
Vereador é a designação tradicional, nos países de língua portuguesa, de um membro de um órgão colegial representativo de um município, com funções executivas ou legislativas, conforme o país. Os vereadores agrupam-se, normalmente, numa câmara municipal. 
Apesar de as origens do cargo remontarem à Idade Média, às origens do Reino de Portugal, no século XX, as câmaras municipais e os seus vereadores evoluíram para uma função legislativa e parlamentar no Brasil e para uma função essencialmente executiva em Portugal. Nas antigas colônias portuguesas de Cabo Verde, Moçambique e São Tomé e Príncipe, os vereadores também desempenham funções executivas, como em Portugal. Um termo equivalente a vereador é edil. 

## Etimologia
Para o dicionário Houaiss (2001), a etimologia é "verear" + sufixos (-or, -ção etc.). E para "verear", do português arcaico veréa, por vereda + -ar: que significaria "legislar ou administrar (algo) na qualidade de vereador". Entretanto, outros autores apontam a possibilidade de "vereador" ser uma contração de "verificador":
A palavra Vereador vem, segundo Constancio em seu Diccionario, do verbo verear, contracção de verificar, i.e., vigiar sobre a boa polícia da terra, reger e cuidar do bem público; e não como pretende Moraes, do termo veréa, caminho; etymologia que não parece fundamentada.
As formas históricas das palavras são veradores e vereações (1390) evoluindo para vareador e vareação (1721). Os primeiros registros são de 1344 e 1390, para vereador e vereação, respectivamente.

## História

### Origens
A tradição portuguesa do autogoverno municipal é muito antiga, existindo, no território português, municípios criados ainda antes da fundação do próprio Reino de Portugal.
A municipalidade portuguesa foi modelada na romana, denominada Curia, tanto a Curia Romana quanto o Concelho, ou Camara Portuguesa, tinham funções judiciárias e administrativas.
Além dos juízes — na época com funções administrativas, além das judiciais — e do procurador — também tiveram uma importância crescente nos conselhos locais, os vereadores — com funções de administração econômica e geral da localidade.
No caso específico dos vereadores, diz na obra "Privilégios da Nobreza e Fidalguia em Portugal", publicada em 1806 , que estes cargos eram considerados próprios da Nobreza e como tal, deviam ser exercidos pelas pessoas Nobres da localidade.
A organização da administração municipal de cada cidade, vila ou concelho era, normalmente, definida pela sua carta de foral. No entanto, o desenvolvimento do Estado moderno, levou à criação de legislação e regulamentação uniforme em todo o Reino, que evoluiu ao longo do tempo e foi compilada nas chamadas Ordenações do Reino, como as Afonsinas (meados do século XV), as Manuelinas (1521) e as Filipinas (1603). As ordenações se aplicavam a todo o Império Português, e portanto deveriam ser seguidas em todas as possessões ultramarinas, isto é, no Brasil Colônia, e em todas as colônias africanas e asiáticas, pelo menos, até a Revolução Liberal do Porto, a Independência do Brasil, e promulgação da Constituição portuguesa de 1822.

### No Código Filipino (1603–1822)
De acordo com o Código Filipino, aos vereadores cabia a responsabilidade (carrego [fardo]) de gerir e normatizar (reger) a vida no Município (terra), zelar pelo bem-estar dos moradores notificar as autoridades competentes quando informados de quaisquer irregularidades. Nas palavras do código:
Aos Vereadores pertence ter carrego de todo o regimento da terra e das obras do Concelho, e de tudo o que puderem saber, entender, porque a terra e os moradores dela possam bem viver, e nisto hão de trabalhar. E se souberem que se fazem na terra malfeitorias, ou que não he guardada pela Justiça, como deve, requererão aos Juízes, que olhem por isso. E se o fazer não quiserem, façam-o saber ao Corregedor da Comarca, ou a Nós [o Rei].
Os vereadores deveriam comparecer "à Vereação" às quartas-feiras e aos sábados, pelo menos, sob pena de uma multa de cem réis por cada ausência. Estariam livres da pena se a ausência fosse por "justa causa" (doença, ou negócio importante), caso em que deveria avisar os pares com antecedência. (CF, L. XLVI, 1)
Assim que tomassem posse, deveriam tomar conhecimento do patrimônio municipal e fiscalizá-lo, a fim de "ver se são aproveitados como devem. E os que acharem mal aproveitados, fa-los-hão aproveitar e concertar." (CF, L. XLVI, 2)

### No Código Manuelino (1521–1603)
De acordo com as Ordenações Manuelinas, as câmaras tinham poderes executivos, legislativos e judiciais ao nível local. No âmbito da sua função legislativa, as câmaras publicavam diplomas legislativos locais, chamados "posturas", que disciplinavam a vida na urbe.

## Brasil

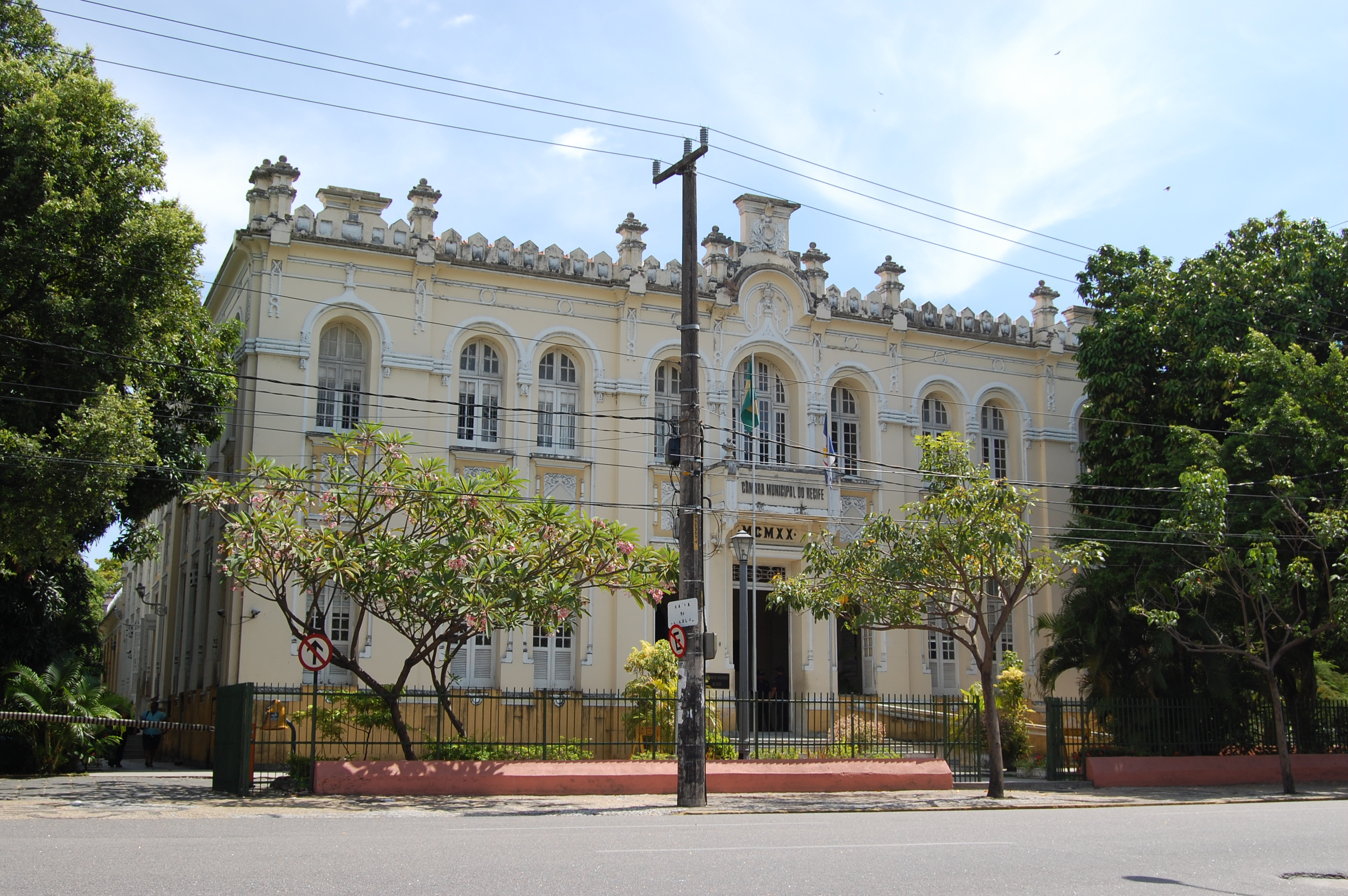
Câmara Municipal do Recife.

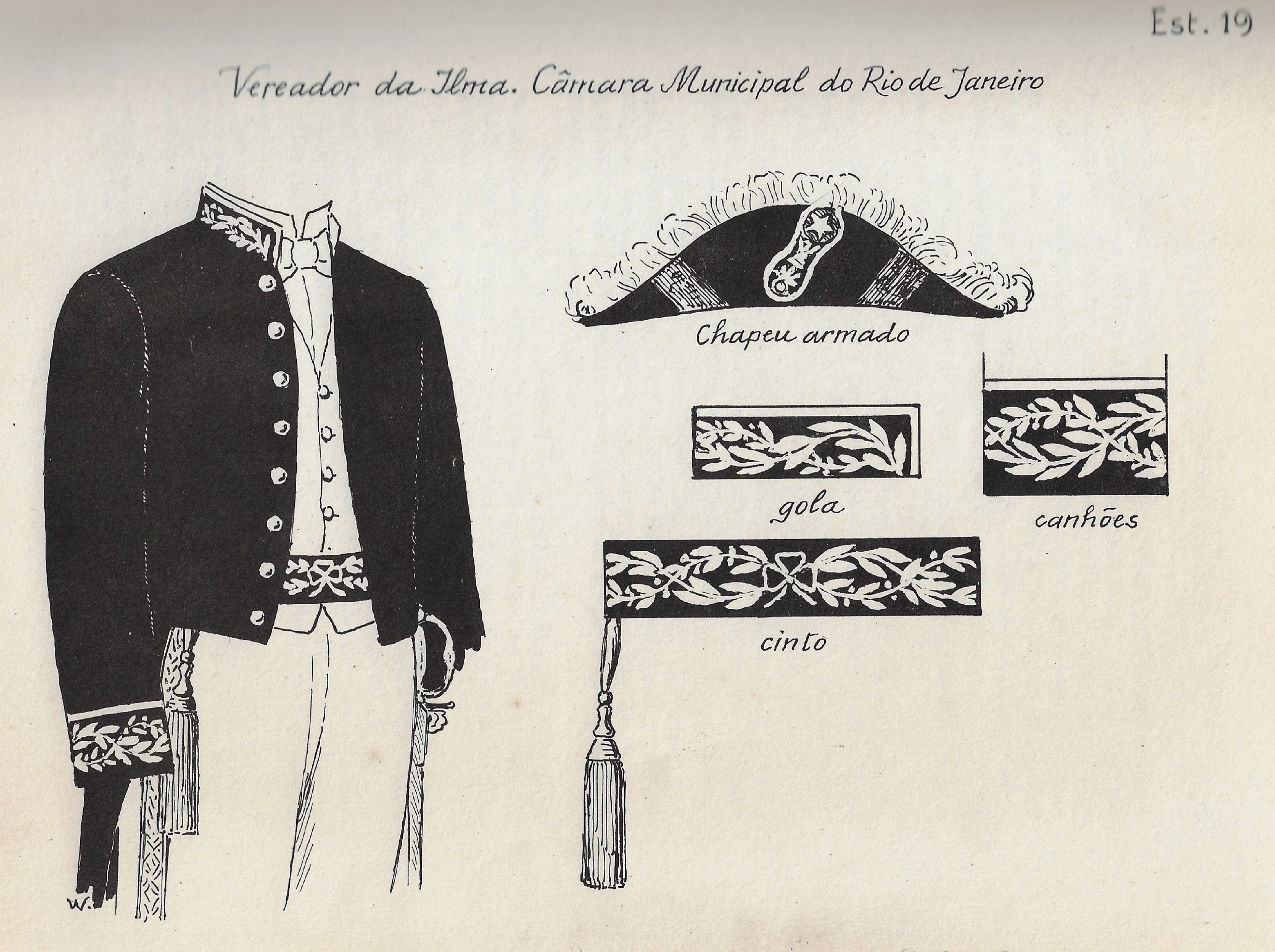
Uniforme histórico de vereador da Câmara Municipal do Rio de Janeiro no século XIX e início do século XX (Anuário do Museu Imperial, edição 1950).

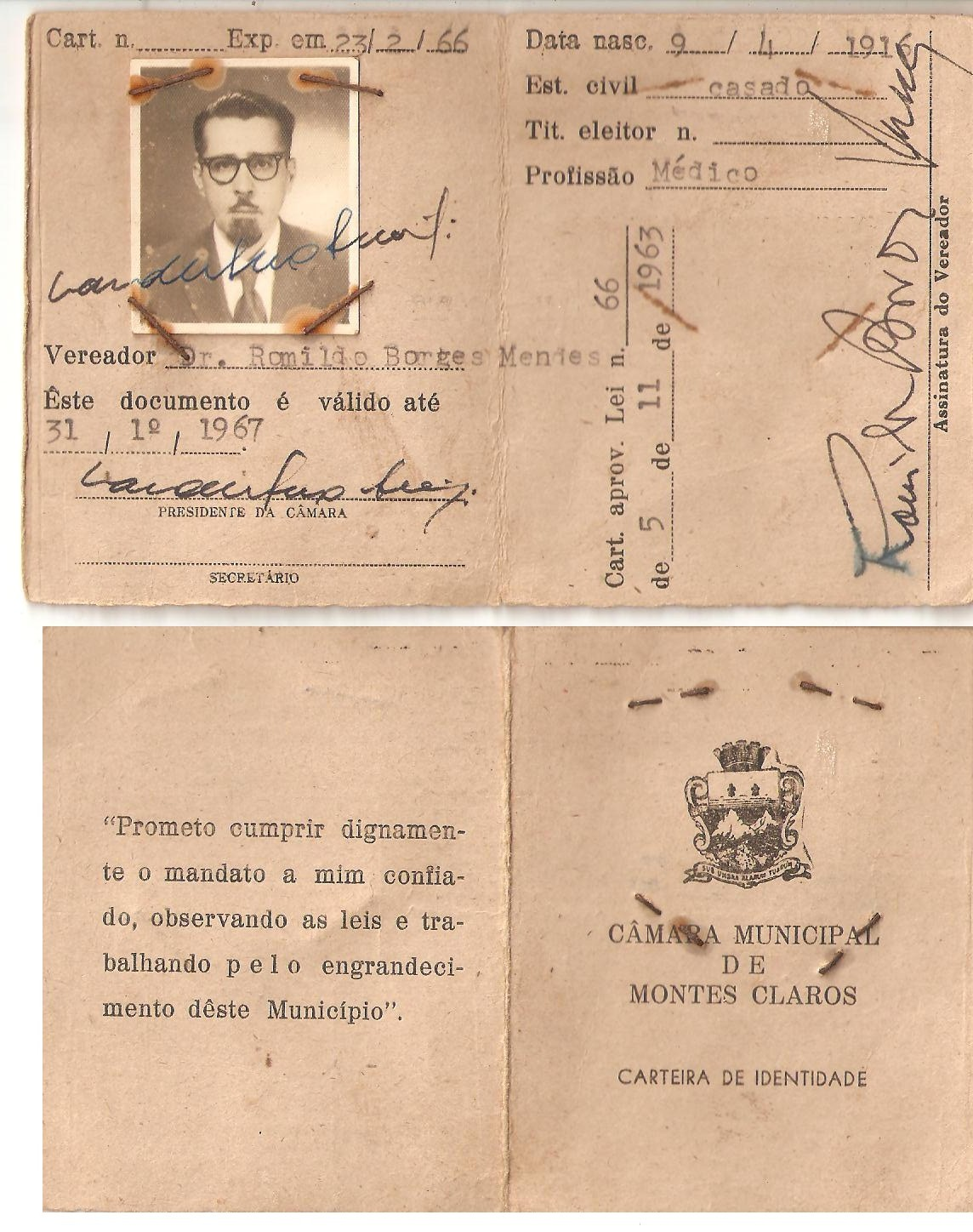
Carteira de Vereador em 1966

No Brasil, o vereador é o representante da população no âmbito municipal, integrando o Poder Legislativo local.  
Sua escolha se dá por eleições proporcionais e seu mandato é de quatro anos, com possibilidade de reeleição ilimitada.  
Compete-lhe elaborar leis municipais, fiscalizar o Poder Executivo e defender os interesses da comunidade. 
As normas que definem a atividade do vereador começam a tomar rumo próprio com a Independência (1822), a Constituição de 1824, outorgada por D. Pedro I, e a Lei de 1 de outubro de 1828. 
Em toda a história do país, as casas legislativas somente deixaram de existir em dois momentos, ambos com Getúlio Vargas: de 1930, com a intervenção militar, até 1934, quando foi promulgada a nova Constituição; e de 1937, quando foi instituído o Estado Novo, até 1946, quando voltou o regime democrático. 
Até meados dos anos 1960 do século XX a função não era remunerada. Desde 1984 o dia 1 de outubro é comemorado como o Dia do Vereador.

### Na Constituição de 1988
A promulgação da Constituição de 1988 trouxe uma maior descentralização administrativa, concedendo grande autonomia para os municípios e, também, aos vereadores. O vereador passou a ser o representante eleito da população no âmbito municipal, exercendo a função legislativa no município. Seu papel é atuar na elaboração de leis, fiscalização do Poder Executivo e na defesa dos interesses da comunidade. Seu mandato é de quatro anos, por voto direto e simultâneo em todo o país, com possibilidade de reeleição por número ilimitado de vezes.

##### Requisitos para candidatar-se:
- Nacionalidade brasileira: Para ser vereador, é obrigatório ser brasileiro. A Constituição permite tanto brasileiros natos (nascidos no Brasil) quanto naturalizados (pessoas que vieram de outro país e obtiveram a cidadania brasileira)
- Alistamento eleitoral: Significa estar registrado como eleitor. A pessoa deve ter tirado o título de eleitor, que é o documento que permite votar e ser votado nas eleições.
- Pleno exercício dos direitos políticos: A pessoa não pode estar impedida de votar ou ser votada. Por exemplo, quem teve os direitos políticos suspensos (por condenação criminal definitiva ou sentença judicial) não pode concorrer a vereador enquanto durar a punição.
- Domicílio eleitoral no município: A pessoa precisa morar, ou pelo menos ter vínculo comprovado, no município onde quer ser candidata a vereança. É o chamado “domicílio eleitoral”. A Justiça Eleitoral verifica esse vínculo.
- Filiação partidária: No Brasil, para ser vereador é obrigatório ser filiado a um partido político. Não é permitido se candidatar sem partido. A filiação deve ser feita com uma antecedência mínima (hoje são seis meses antes da eleição).
- Idade mínima de 18 anos: A Constituição exige que, no dia em que for registrado como candidato, a pessoa já tenha completado 18 anos de idade. É o menor limite de idade entre os cargos eletivos no Brasil (artigo 14, §3º, VI, “d”).

A Lei da Inelegibilidade (Lei Complementar nº 64/1990) também estabelece situações específicas de inelegibilidade para o cargo.

##### Prerrogativas e garantias
As garantias que protegem o exercício do cargo e organizam o funcionamento do mandato são:
- Inviolabilidade por suas opiniões, palavras e votos, no exercício do mandato e na circunscrição do município (art. 29, VIII).

Isso significa que o vereador tem o direito de falar, debater e votar livremente sobre assuntos políticos e do município sem medo de ser processado ou punido judicialmente. A proteção vale apenas dentro da função de vereador e dentro dos limites do município. Exemplo: um vereador não pode ser processado por dizer na Câmara que a prefeitura cometeu erros administrativos — ele tem “imunidade parlamentar”.
- Subsídio fixado pela Câmara Municipal, limitado em percentuais do subsídio dos deputados estaduais, proporcional ao tamanho do município (art. 29, VI).

Os vereadores recebem um pagamento mensal chamado “subsídio”, parecido com um salário, mas que tem regras diferentes. Quem decide o valor é a própria Câmara Municipal, sempre para a próxima legislatura, ou seja, o pagamento dos próximos vereadores é fixado antes das eleições. Eles não podem aumentar o próprio salário durante o mandato em exercício, e a decisão sobre o valor deve ser aprovada e publicada antes da data da eleição.
A Constituição limita quanto um vereador pode receber. O valor é calculado com base na população do município e em comparação com o salário dos deputados estaduais. Além disso, os salários dos vereadores devem ser definidos pela Câmara seguindo as regras previstas na Lei Orgânica de cada município. A Câmara é obrigada a decidir sobre os valores e precisa garantir que existam recursos suficientes no orçamento para fazer esses pagamentos.
Os valores definidos seguem limites constitucionais, que variam de acordo com o tamanho da população do município. Esses limites servem para evitar que os gastos da Câmara fiquem acima de uma porcentagem da receita do município. A Câmara também deve respeitar um limite para todas as suas despesas, incluindo salários dos vereadores, funcionários e outras despesas administrativas, sempre acompanhando esses gastos ao longo do ano.
Os vereadores também podem ter direito ao décimo terceiro salário e ao terço de férias, desde que exista uma lei municipal autorizando esse pagamento. O Supremo Tribunal Federal já decidiu que esses pagamentos são válidos, mas devem seguir o mesmo limite dos salários e respeitar as regras de controle de gastos. O valor do décimo terceiro e do terço de férias deve ser igual ao salário mensal do vereador, sem acréscimos indevidos.
Por fim, o pagamento dos vereadores está sujeito ao desconto de imposto de renda, como acontece com qualquer trabalhador. O valor do imposto é retido direto no pagamento, e o dinheiro arrecadado não entra como receita tributária normal do município, mas pode ser usado para outras despesas públicas.
| População do município | Limite do subsídio do vereador (em relação ao deputado estadual) |
| ---------------------- | ---------------------------------------------------------------- |
| até 10 000 hab.        | 20%                                                              |
| 10 001 – 50 000        | 30%                                                              |
| 50 001 – 100 000       | 40%                                                              |
| 100 001 – 300 000      | 50%                                                              |
| 300 001 – 500 000      | 60%                                                              |
| 500 001 – 3 000 000    | 75%                                                              |
| acima de 3 000 000     | 75%                                                              |

Os vereadores precisam definir o valor dos seus salários para a legislatura seguinte, ou seja, o pagamento dos próximos vereadores é fixado antes das eleições. Eles não podem aumentar o próprio salário durante o mandato em exercício, e a decisão sobre o valor deve ser aprovada e publicada antes da data da eleição.
A Constituição Federal de 1988 estabelece o número máximo de vereadores por município no Artigo 29, inciso IV. O dispositivo apresenta uma tabela escalonada, relacionando o número de vereadores diretamente ao tamanho da população municipal. O número de vereadores varia progressivamente de acordo com faixas populacionais definidas pela própria Constituição. Vão de 9, para municípios de até 15.000 habitantes, a 55, para municípios acima de 8.000.000 habitantes.

##### Atribuições Individuais
Ações que se referem diretamente ao que o vereador faz no exercício da sua função pública:
- Propor projetos de lei, moções, requerimentos e indicações: O vereador tem o direito de apresentar propostas para criar novas leis (projetos de lei), expressar a opinião da Câmara sobre temas (moções), fazer pedidos formais de informação ou providências (requerimentos), e sugerir ações ao prefeito (indicações). Exemplo: um vereador pode propor uma lei criando uma política pública, fazer uma moção de repúdio ou solicitar informações sobre uma obra parada.
- Votar matérias legislativas em sessões ordinárias e extraordinárias: O vereador participa das votações na Câmara, seja nas sessões normais (ordinárias), que acontecem regularmente, ou em sessões extras (extraordinárias), convocadas para temas urgentes. Ele tem o direito e o dever de votar projetos de lei, propostas orçamentárias, vetos do prefeito e outros assuntos importantes.
- Fiscalizar atos do Poder Executivo: O vereador tem a função de acompanhar e controlar o que o prefeito faz. Ele pode pedir informações, cobrar explicações, fiscalizar gastos públicos e exigir transparência da administração municipal.
- Participar de comissões permanentes e temporárias: Além das sessões gerais, os vereadores participam de grupos menores chamados comissões. Existem comissões permanentes (fixas, como educação, saúde, orçamento) e temporárias (criadas para casos específicos, como investigar denúncias). Nelas, os vereadores analisam propostas com mais detalhes.
- Julgar as contas do prefeito: Todo ano, o prefeito deve prestar contas mostrando como usou o dinheiro público. Os vereadores analisam essas contas, com apoio do Tribunal de Contas, e podem aprovar ou rejeitar, ajudando a garantir que o dinheiro foi bem gasto.
- Participar de processos de cassação, quando cabível: Quando há denúncia grave contra o prefeito ou outro vereador, a Câmara pode abrir processo para cassar (tirar do cargo) o acusado. Cada vereador participa das votações e decisões nesses casos, respeitando o direito de defesa do acusado.
- Propor homenagens, como concessão de títulos honoríficos: O vereador pode propor homenagens a pessoas que prestaram serviços relevantes ao município, como o “Título de Cidadão Honorário” ou outras distinções aprovadas pela Câmara.

##### Vedações
O vereador está sujeito a incompatibilidades semelhantes às de deputados estaduais e federais, sendo proibido, por exemplo, de ocupar cargos executivos municipais e de manter contratos com o município em condições privilegiadas (art. 29, IX).

#### A política cotidiana dos vereadores
Um exemplo da prática política dos vereadores no Brasil, destacando especialmente o cotidiano, a mentalidade e as relações políticas em nível local pode ser encontrado no estudo realizado por Gustavo López, no município de Araruama, Rio de Janeiro. Em 2000, ano da pesquisa, Araruama tinha 69.090 habitantes e 57.928 eleitores (segundo o IBGE, 5.094 municípios brasileiros tinham até 70.081 habitantes em 2022). Ainda que a pesquisa tenha sido realizada em ano eleitoral, e que isso tenha influenciado seu resultado, o autor defende que esse é um período que "salienta os interesses em jogo durante a atividade política cotidiana dos vereadores, fora do período eleitoral"  Ele apurou que a atividade parlamentar local é muito prática e baseada na resolução de problemas concretos, mais do que em debates ideológicos ou formulação de políticas públicas estruturantes. 
O estudo etnográfico de Lopez descreve a rotina dos vereadores como fortemente voltada ao atendimento individualizado das demandas da população, quase sempre relacionadas a problemas pessoais e imediatos. Grande parte do tempo dos vereadores é ocupada em atividades como receber eleitores em seus gabinetes, visitar bairros ou atender em domicílio, enquanto o trabalho legislativo formal, como a elaboração de leis, o debate político mais amplo e de fiscalizador sistemático da administração pública ocupa papel secundário e é pouco valorizado tanto pelos próprios parlamentares quanto pelos eleitores.
Na pesquisa realizada por Lopez em Araruama, essa lógica é expressa na ideia do “trabalho social”, na qual o reconhecimento político do vereador se constrói principalmente pela entrega de favores, benefícios e pequenas melhorias. A relação com os eleitores segue, portanto, uma lógica, baseada em laços pessoais, reciprocidade direta e prestação de serviços cotidianos, como a obtenção de consultas médicas, vagas de emprego ou pequenas obras, algo que ganha ainda mais relevância em contextos marcados por carências estruturais. A relação entre o Legislativo municipal e o Poder Executivo aparece, na prática, marcada por uma notável dependência dos vereadores em relação ao prefeito e às secretarias municipais. Como a capacidade do vereador de atender sua base eleitoral depende diretamente do acesso a recursos do Executivo, seu papel de fiscalizador da Câmara Municipal se fragiliza. O prestígio político do vereador, portanto, costuma ser medido menos pela atuação institucional e mais pela sua eficácia em intermediar demandas junto à prefeitura.
Embora a prática cotidiana dos vereadores seja fortemente marcada pela lógica assistencialista e pela busca por resolução de demandas imediatas, como destacado por López, o artigo Marta Mendes da Rocha e Paulo Mesquita D'Ávila Filho sugere que essa visão, embora empiricamente observável, é insuficiente para compreender a complexidade do papel dos vereadores. Eles argumentam que parte da percepção negativa sobre vereadores e câmaras municipais vem da adoção de uma perspectiva normativa sobre representação, que desconsidera os arranjos práticos e adaptativos desenvolvidos no contexto local. A literatura acadêmica mais recente mostra que, além da intermediação de interesses individuais, vereadores também exercem papéis distributivos e regulatórios, especialmente através das indicações parlamentares (solicitações para que o Poder Executivo realize serviços ou intervenções em áreas específicas) e na regulamentação de políticas sociais. E há variações internas — incluindo vereadores mais atuantes na fiscalização do Executivo, outros mais voltados para atender demandas individuais e comunitárias, e ainda alguns com atuação destacada na elaboração de políticas públicas. Assim, o cotidiano político local articula práticas formalmente vistas como clientelistas com funções legítimas de mediação social e redistribuição territorializada de recursos.

## Portugal
A instituição da Monarquia Constitucional portuguesa, em 1822, consagrou a separação entre as funções administrativa e judicial e, no nível local, desapareceram os oficiais com funções judiciais, ficando as câmaras municipais compostas apenas por vereadores.
No sistema político português, estruturalmente centralizador, o vereador não tem a função legislativa que se verifica noutras partes. O diploma legal que disciplina seu papel na administração dos municípios, é a Lei n.º169/99 de 18.09.
Ali, em seus artigos 56.º e seguintes, vemos que:
- "A câmara municipal é constituída por um presidente e por vereadores, um dos quais designado vice-presidente e é o órgão executivo colegial do município, eleito pelos cidadãos eleitores recenseados na sua área." (art. 56.º, 1)
- "Para além do presidente, a câmara municipal é composta por:

a) Dezesseis vereadores em Lisboa;
b) Doze vereadores no Porto;
c) Dez vereadores nos municípios com cem mil ou mais eleitores;
d) Oito vereadores nos municípios com mais de 50 mil e menos de cem mil eleitores;
e) Seis vereadores nos municípios com mais de 10 mil e até 50 mil eleitores;
f) Quatro vereadores nos municípios com dez mil ou menos eleitores" (art. 57.º, 2).
O presidente da câmara, que será o primeiro da lista que obtiver a maior votação, é auxiliado pelos vereadores nas atribuições que vão desde a elaboração e cumprimento do orçamento municipal, à venda de bens e gerenciamento dos funcionários do município. É, ainda, ele quem representa o município.
De observar que, normalmente, só são atribuídos pelouros (ou seja a responsabilidade por um departamento da administração municipal) aos vereadores da lista vencedora, ficando os restantes (vereadores da oposição) sem responsabilidades executivas diretas.
Neste trabalho, a câmara é auxiliada por um conselho, escolhido dentre as entidades existentes no município, que funciona através de vogais e serve como ente consultivo.
O órgão legislativo municipal é a assembleia municipal, composta por deputados municipais eleitos diretamente e pelos presidentes das juntas de freguesia do município (deputados municipais por inerência).

## Moçambique
Em Moçambique, o conselho municipal é constituído pelo presidente, eleito pelos munícipes e por vereadores escolhidos por aquele, cada um gerindo o seu pelouro. O poder legislativo ao nível do município é exercido pela assembleia municipal.

## Equivalentes aos vereadores em outros países do mundo
No sentido de membros eleitos de um conselho municipal:
| Nome do cargo        | País                                   |
| Consigliere comunale | Itália                                 |
| Alderman             | Reino Unido, Austrália, Nova Zelândia  |
| Echevin              | Bélgica                                |
| Conseiller municipal | França e Canadá                        |
| Councillor           | Estados Unidos, Canadá e África do Sul |
| Beigeordneter        | Alemanha                               |
| Concejal             | Espanha, Argentina, México e Paraguai  |
| Consilier local      | Romênia                                |
| Concelheiro          | Galiza                                 |